# Communauté d'agglomération du Sud
La communauté d'agglomération du Sud (CA Sud) est une communauté d'agglomération française, située dans le département français d'outre-mer de La Réunion. Elle comporte 117 691 habitants.

## Historique
La Communauté de communes du Sud (CCSUD) est née en 1998 de la volonté de cinq communes de La Réunion : Les Avirons, Entre-Deux, Saint-Joseph et Le Tampon. En 2003, la commune de L'Étang-Salé a quitté la CCSUD.
En 2010, la CCSUD s'est transformée en communauté d'agglomération : la Communauté d'agglomération du Sud. Cette nouvelle communauté comprend les membres de l'ancienne CCSUD, sauf Les Avirons et compte en plus la commune de Saint-Philippe qui était la dernière commune de l'île à être demeurée hors de toute structure intercommunale.

## Territoire communautaire

### Composition
La communauté d'agglomération est composée des 4 communes suivantes :

| Nom               | Code Insee | Gentilé          | Superficie (km2) | Population (dernière pop. légale) | Densité (hab./km2) |
| ----------------- | ---------- | ---------------- | ---------------- | --------------------------------- | ------------------ |
| Le Tampon (siège) | 97422      |                  | 165,43           | 81 964 (2022)                     | 495                |
| Entre-Deux        | 97403      | Entre-Deusiens   | 66,83            | 7 115 (2022)                      | 106                |
| Saint-Joseph      | 97412      | Saint-Joséphois  | 178,5            | 38 992 (2022)                     | 218                |
| Saint-Philippe    | 97417      | Saint-Philippois | 153,94           | 5 093 (2022)                      | 33                 |

### Démographie
| 1968   | 1975   | 1982   | 1990   | 1999    | 2010    | 2015    | 2021    |
| ------ | ------ | ------ | ------ | ------- | ------- | ------- | ------- |
| 60 798 | 66 958 | 71 033 | 81 488 | 100 646 | 120 560 | 125 814 | 132 929 |

## Administration

### Siège
Le siège de la communauté d'agglomération est situé au Tampon.

### Les élus
Le conseil communautaire de la communauté d'agglomération se compose de 48 conseillers, représentant chacune des communes membres et élus pour une durée de six ans.

Ils sont répartis comme suit :
| Nombre de conseillers | Communes       |
| --------------------- | -------------- |
| 24                    | Le Tampon      |
| 19                    | Saint-Joseph   |
| 3                     | Entre-Deux     |
| 2                     | Saint-Philippe |

Le Président André THIEN AH KOON est assisté de 14 vice présidents :
   1. M. Bachil VALY
   2. M. Jacquet HOARAU
   3. M. Albert GASTRIN
   4. M. Christian LANDRY
   5. Mme Vanessa COURTOIS
   6. Mme Francemay PAYET-TURPIN
   7. Mme Catherine TURPIN
   8. M. Henri-Claude HUET
   9. M. Daniel MAUNIER
   10. Mme Isabelle GROSSET-PARIS
   11. Mme Blanche Reine JAVELLE
   12. M. Jean-Pierre THERINCOURT
   13. Mme Evelyne ROBERT
   14. M. Harry MUSSARD

### Présidence
| Période                                  | Période  | Identité            | Étiquette | Qualité                              |
| ---------------------------------------- | -------- | ------------------- | --------- | ------------------------------------ |
| 2010                                     | 2014     | Didier Robert       | UMP       | Ancien maire du Tampon (2006 → 2010) |
| 2014                                     | 2024     | André Thien Ah Koon | DVD       | Maire du Tampon (2014 → 2024)        |
| 2024                                     | En cours | Jacquet Hoarau      | DVD       |                                      |
| Les données manquantes sont à compléter. |          |                     |           |                                      |

### Compétences
La communauté d'agglomération s'est fixé les compétences suivantes :
- Compétences obligatoires (article L.5216-5 du C.G.C.T.) :
  - développement économique ;
  - aménagement de l'espace communautaire ;
  - équilibre social de l'habitat - programme local de l'habitat ;
  - politique de la ville dans la communauté ;
- Compétences optionnelles :
  - création ou aménagement et entretien de voirie d'intérêt communautaire ;
  - assainissement des eaux usées ;
  - eau (production, transport et stockage) ;
  - protection et de mise en valeur de l'environnement et du cadre de vie ;
- Compétences facultatives :
  - systèmes de l'Information Géographique (SIG) ;
  - transports ;
  - errance animale ;
  - agenda 21 ;
  - systèmes d'Information et de communication (Informatique).

### Régime fiscal et budget
Le régime fiscal de la communauté d'agglomération est la fiscalité professionnelle unique (FPU).
En 2017, le budget de la communauté s'élevait à 65 673 200 euros[réf. nécessaire].
En 2022, le budget de la communauté s'élève à 166 263 000 euros.